# Oligomyrmex norfolkensis
Oligomyrmex norfolkensis är en myrart som beskrevs av Horace Donisthorpe 1941. Oligomyrmex norfolkensis ingår i släktet Oligomyrmex och familjen myror. Inga underarter finns listade i Catalogue of Life.